# Pont Maurice-Gingues
Le pont Maurice-Gingues est un pont routier situé à Sherbrooke qui relie deux parties de cette ville en enjambant la rivière Magog. Il dessert ainsi la région administrative de l'Estrie.

## Description
Le pont est emprunté par l'autoroute 410. Il comporte quatre voies de circulation, soit deux par direction, lesquelles sont séparées par un muret central en béton.
On estime que 29 000 véhicules empruntent le pont chaque jour, soit une moyenne annuelle de 10,6 millions.

## Toponymie
Le pont est nommé en l'honneur de Maurice Gingues (1903-1960), agent immobilier et homme politique qui fut député fédéral de la circonscription de Sherbrooke de 1940 à 1944, puis de 1945 à 1958.